# Mespaul
Mespaul är en kommun i departementet Finistère i regionen Bretagne i västra Frankrike. Kommunen ligger i kantonen Saint-Pol-de-Léon som tillhör arrondissementet Morlaix. År 2022 hade Mespaul 935 invånare.

## Befolkningsutveckling
Antalet invånare i kommunen Mespaul
Referens:INSEE